# Mörksprötad tallbarrsmal
Mörksprötad tallbarrsmal (Ocnerostoma friesei) är en fjärilsart som beskrevs av Ingvar Svensson 1966. Mörksprötad tallbarrsmal ingår i släktet Ocnerostoma och familjen spinnmalar. Arten är reproducerande i Sverige. Inga underarter finns listade i Catalogue of Life.